# Motor Mat
Motor Mat este un personaj de desene animate creat de Otto Messmer pentru Pat Sullivan Studios în 1916. Acesta apare într-un singur film.

## Filmografie
| Nr. | Titlu                     | Regia        | Data premierei    | Observații |
| --- | ------------------------- | ------------ | ----------------- | ---------- |
| 1   | Motor Mat and His Flivver | Otto Messmer | 16 noiembrie 1916 |            |